# 헤임달의 주문가
〈헤임달의 주문가〉(고대 노르드어: Heimdalargaldr)는 노르드 신화의 신인 헤임달에 관한 고대 노르드어 시 작품이다. 13세기 문헌 《신 에다》의 〈길피의 속임수〉 및 〈시어법〉에 언급되지만, 남아있는 것은 〈길피의 속임수〉에 인용된 두 구절뿐이고 나머지는 모두 소실되어 알 수 없다.
〈길피의 속임수〉 제25장에서, 변장한 스웨덴 왕 길피에게 높으신 분이 헤임달에 관해 설명해 주는데, 그러면서 헤임달이 아홉 명의 자매의 아들이라고 하면서 이 시를 인용하고, 또 헤임달이 히민뵤르그에 산다고 하면서 〈그림니르가 말하기를〉을 인용한다.

| Arthur Gilchrist Brodeur의 번역: 나는야 아홉 명의 어머니의 자식이요, 자매 아홉 명의 아들이 바로 나이다. | Anthony Faulkes의 번역: "아홉 어머니의 자식이 나요, 아홉 자매에게서 태어난 아들이 나다. |  |

## 같이 보기
- 니플헤임
- 굴톱프
- 니플헬